# Hora

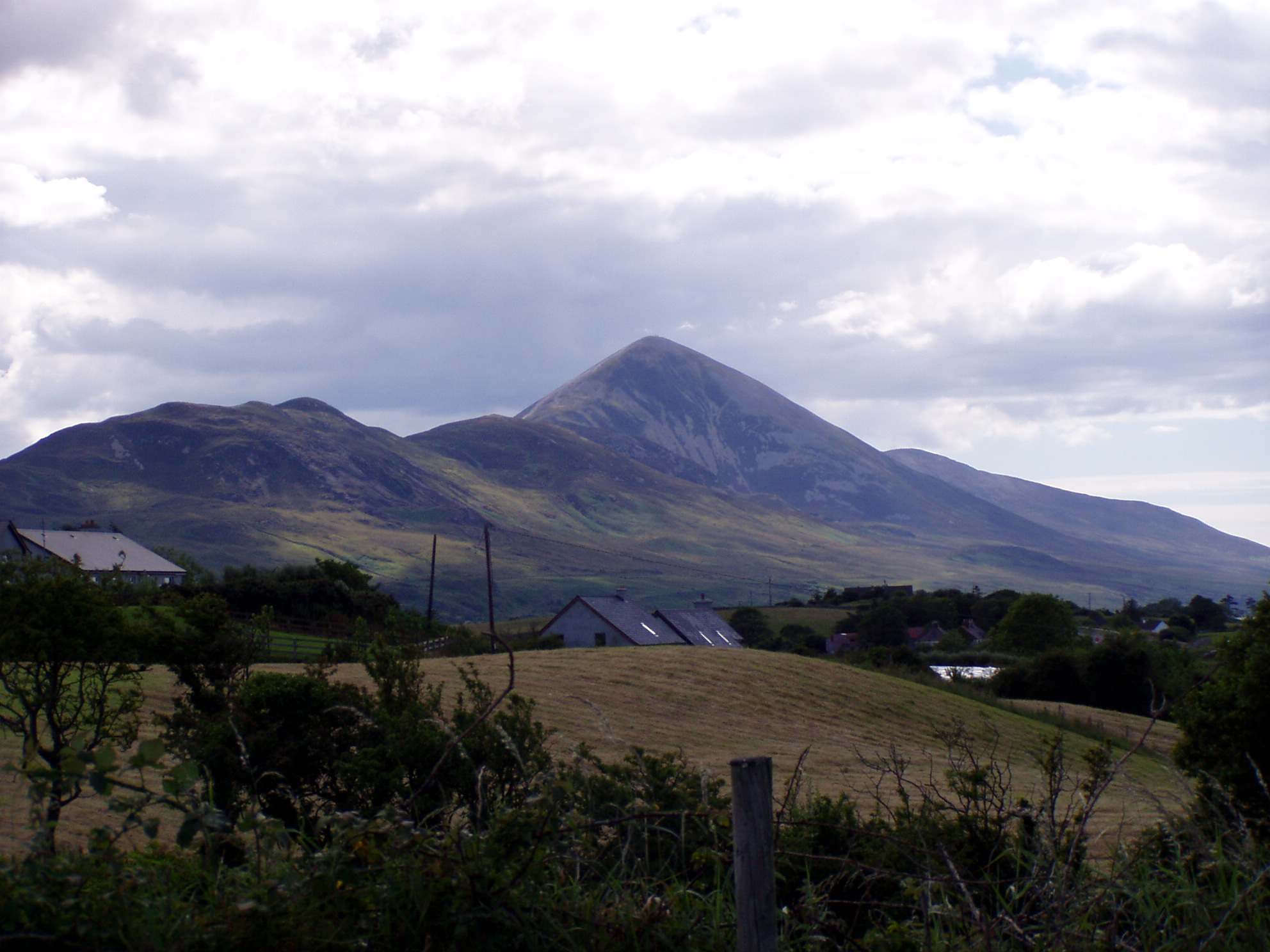
Hora Croagh Patrick v Irsku

Hora je výrazná vyvýšenina kupovitého, kuželovitého nebo tabulovitého tvaru, zpravidla s relativní výškou nad okolním terénem 300 m a vyšší. Hory vznikají pohybem a deformací Litosférických desek či vulkanickou aktivitou. Skupina hor v jedné lokalitě může tvořit pohoří. Stáří hor je rozmanité a souvisí s geologickými obdobími na Zemi.
Některé hory byly od pradávna považovány za sídla bohů (např. Olymp). Na vrcholky mnoha hor lidé vystoupili až během 20. století. Vylézání a slézání skal a hor je náplní sportu horolezectví.

## Definice a dělení
Neexistuje jednotná, všeobecně uznávaná definice hory. Při jejím vymezení se často zohledňuje nadmořská výška, relativní převýšení vůči okolí (prominence), objem, strmost, rozestupy a kontinuita. Stejně tak není přesná definice pro určení rozdílu mezi horou a kopcem, ale útvary označované jako hora mají obecně větší sklon stoupání než kopec.
Program OSN pro životní prostředí k popisu horského prostředí použil kritéria založená na nadmořské výšce a sklonu, a uvádí 7 kategorií:
- 1. třída – nadmořská výška nad 4500 m
- 2. třída – nadmořská výška 3500–4500 m
- 3. třída – nadmořská výška 2500–3500 m
- 4. třída – nadmořská výška 1500–2500 m a sklon 2°
- 5. třída – nadmořská výška 1000–1500 m a sklon 5° nebo nadmořská výška oblasti o poloměru 7 km větší než 300 m
- 6. třída – nadmořská výška 300–1000 m a nadmořská výška oblasti o poloměru 7 km větší než 300 m
- 7. třída – izolované vnitřní pánve a náhorní plošiny o rozloze menší než 25 km2, které jsou obklopeny horami, ale samy nesplňují kritéria 1–6.

Z hlediska relativní výšky se geomorfologické útvary dělí na 4 skupiny:
- Pahorek – relativní výška do 150 m
- Vrch – relativní výška 150 až 300 m
- Hora – relativní výška 300 až 600 m
- Velehora – relativní výška nad 600 m

## Nejvyšší hory světa
Určení nejvyšší hory světa není jednoznačné, protože existuje několik přístupů k porovnávání výšky hor. Vedle nejčastěji užívané nadmořské výšky je možné měření relativní výšky (suché či mokré prominence) a měření od středu planety Země – pak lze při uvádění či srovnávání výšky hor započítávat i hory, jejichž část se nachází pod mořem a zohledňovat nepravidelný tvar Země.  

### Mount Everest
Mount Everest je nejvyšší horou světa při měření výšky jako výšky vrcholu nad mořskou hladinou. Dosahuje výšky 8 848 m n. m. Jde i o horu nejprominentnější; vzhledem k tomu, že jde o nejvyšší horu kontinentu a žádná její část není ponořena, je její mokrá prominence stejná jako výška nad hladinou moře. Suchá prominence je v tomto případě měřena od nejhlubšího bodu oceánského dna, což je prohlubeň Challenger na dně Marianského příkopu v hloubce 10 924 m. Suchá prominence je tak rovna součtu této hloubky s mokrou prominencí, tedy 19 772 m.

### Mauna Kea
Mauna Kea je uváděna jako nejvyšší hora při měření výšky od mořského dna. Její nadmořská výška je 4 205 m n. m., nicméně úpatí hory leží v hloubce 5 125 m pod hladinou, její suchá prominence je tak 9 330 m (některé zdroje uvádějí 10205 m). Někdy je proto uváděna jako nejprominentnější hora, to však platí pouze při srovnání její suché prominence s mokrou prominencí Everestu. Při srovnání suchých prominencí by Mauna Kea byla druhá za Everestem. 

### Chimborazo
Chimborazo je nejvyšší hora světa při měření výšky jako vzdálenosti vrcholu od středu země, přestože dosahuje nadmořské výšky 6263 m n. m., tedy výrazně méně než Mount Everest. To je způsobeno tím, že země není koule nýbrž elipsoid, a vzdálenost od středu země na povrch je na rovníku zhruba o 21 km vyšší než na pólech. Jelikož Chimborazo leží téměř na rovníku, nachází se její vrchol o 2,4 km dále od středu země než vrchol Mount Everestu; jde tak o místo na zemi, které z povrchu nejvíce vyčnívá směrem do kosmu.

## Zvláštní typy hor
Ve Fennoskandinávii se hora, které přesahuje výškou horní hranici lesa, někdy nazývá fell (švédsky fjäll, norsky fjell, finsky tunturi).
Hory se vyskytují i na jiných planetách než je Země. Například nejvyšší hora Sluneční soustavy je Olympus Mons, který se nachází na povrchu Marsu.